# Tessuto muscolare

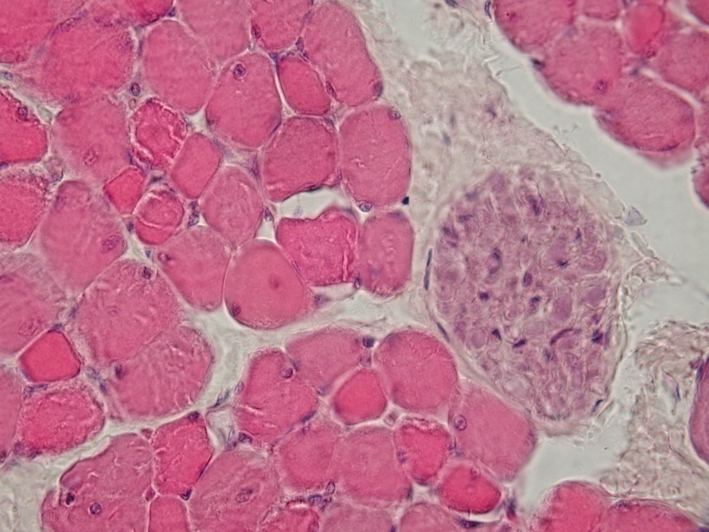
Tessuto muscolare striato in sezione trasversale.

Il tessuto muscolare è uno dei quattro tipi fondamentali di tessuto che compongono il corpo degli animali. È costituito da cellule muscolari ed è responsabile dei movimenti volontari ed involontari del corpo. Si divide in: tessuto liscio, striato e cardiaco.

## Generalità
È distinto in tre tipi, diversi per struttura, funzione e localizzazione, tuttavia tutti derivano dal mesoderma.
- Il tessuto muscolare striato o scheletrico, di tipo volontario.
- Il tessuto muscolare liscio, di tipo involontario.
- Il tessuto muscolare cardiaco, di tipo autocontrattile.

## Tessuto muscolare striato o scheletrico
Il tessuto muscolare striato, o scheletrico, è formato da fascicoli muscolari, all'interno dei quali si distinguono le fibre muscolari (cellule del tessuto muscolare). Ciascun fascicolo è circondato da tessuto connettivo, detto perimisio. L'unità cellulare è formata da fibre muscolari di forma allungata fusiforme. La maggior parte dei muscoli striati è inserita sulle ossa (muscoli scheletrici); gli altri sono inseriti nella pelle e sono chiamati muscoli mimici (per la loro capacità di dare espressione alla faccia).

## Tessuto muscolare liscio o involontario
Il tessuto muscolare liscio costituisce la muscolatura dei visceri e dei vasi sanguigni, la cui contrazione è involontaria. Questo tipo di tessuto muscolare ha le seguenti particolarità:
- contrazione lenta e prolungata
- contrazione indipendentemente dalla volontà e mediata dal sistema nervoso autonomo o da ormoni
- contrazione che avviene per tutto il muscolo contemporaneamente: questa è la caratteristica più importante del muscolo liscio. Il muscolo si comporta proprio come se si trattasse di un'unica fibra, anche se nella realtà ci sono più fibre che si susseguono l'una all'altra. In questo caso si dice che questo tipo di tessuto si comporta come un sincizio funzionale.

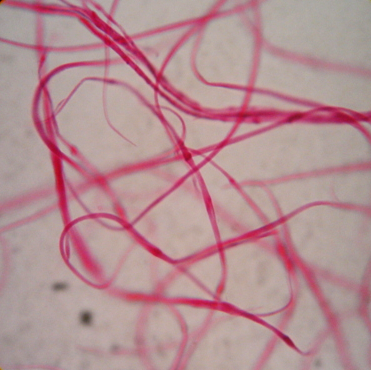
Fibrocellule lisce isolate

È costituito da fibrocellule muscolari lisce, ricchissime nel loro citoplasma di miofibrille, che sono le unità elementari per la contrazione muscolare. Tali miofibrille, a differenza di quanto avviene nel tessuto muscolare striato non sono in registro, al contrario sono disposte in tutte le direzioni, da ciò si comprende la mancanza della striatura trasversale che caratterizza il tessuto.

La fibrocellula liscia ha forma allungata, fusata, con la parte centrale, contenente il nucleo, più larga rispetto alle estremità che appaiono rastremate. Le fibrocellule si organizzano in fasci e si dispongono sfasate con la zona perinucleare che si dispone a contatto con le sottili estremità delle cellule attigue. Manca in questo tipo cellulare un vero e proprio reticolo sarcoplasmatico ma è presente il reticolo endoplasmatico. I tubuli T sono assenti ma si notano introflessioni di membrana denominate caveolae. Inoltre al microscopio elettronico si individuano delle zone dense dette corpi densi che hanno funzioni analoghe a quelle della linea z del tessuto muscolare striato.
Poiché non tutte le fibrocellule lisce sono innervate tra esse si rilevano giunzioni gap o serrate (complessi giunzionali che tramite canali ionici mettono in comunicazione il citoplasma di due cellule) necessarie alla conduzione dell'impulso contrattile da una cellula all'altra.
Questo tipo di tessuto è presente, come accennato, nei vasi sanguigni, nello stomaco, nell'intestino, nella vescica, nell'utero ed in altri organi interni.

Fibrocellule muscolari enormi si trovano nell'utero nel corso di gravidanza, a causa dell'enorme distensione ed espansione dell'organo.
Il motivo della presenza di un reticolo endoplasmatico più rappresentato in questo tipo di fibrocellule rispetto alle altre due tipologie di tessuto muscolare è dato dal fatto che esse possono (in caso di necessità) produrre collagene, il che le accomuna, in un certo senso, alle cellule del connettivo.
Il tessuto muscolare liscio è formato da fibre muscolari lisce cioè cellule allungate affusolate alle estremità. Ogni cellula contiene un unico nucleo centrale ed è lunga 20𝜇m - 500 𝜇m, molto più piccole di quelle del muscolo scheletrico. Si dice liscio perché le cellule mostrano una struttura quasi uniforme e perché nella cellula non sono presenti sarcomeri o altre unità funzionali. La cellula è attraversata da sottili filamenti, le miofibrille, che sono la parte contrattile della cellula. I muscoli lisci sono involontari, cioè si contraggono senza essere sottoposti al controllo della volontà. Inoltre si contraggono e si rilasciano più lentamente e più a lungo rispetto a quelli striati.
Sebbene esista una grande varietà di tipi di muscolo liscio che si differenziano tra loro per le dimensioni, l'innervazione, l'organizzazione spaziale delle fibre, la risposta a stimoli ormonali e la funzione, si possono distinguere due gruppi principali rappresentati dal muscolo liscio multiunitario e dal muscolo liscio unitario.
Il muscolo liscio multiunitario è costituito da fibre muscolari ben distinguibili e separate l'una dall'altra da uno strato costituito da glicoproteine e collagene. Ciascuna fibra è indipendente nella contrazione ed innervata da una singola terminazione nervosa. Ne sono esempi i muscoli erettori del pelo.
Il muscolo liscio unitario è costituito da fibre che si contraggono simultaneamente grazie alla presenza sul sarcolemma di queste cellule di giunzioni comunicanti. Possiedono membrane spesso adese le une alle altre che le rendono meno distinte rispetto al muscolo liscio multiunitario. Spesso queste fibre formano lamine o fasci, come accade nell'intestino.

## Tessuto muscolare cardiaco
Il tessuto muscolare cardiaco è composto da particolari cellule dette 'miocardiociti', che non sono sincizi come nel caso delle fibre muscolari striate ma elementi cellulari più piccoli e generalmente mononucleati con nucleo disposto centralmente ma struttura analoga alle fibro cellule scheletriche. La forma del cardiomiocite è cilindrica ma le cellule spesso si biforcano alle estremità formando una rete tridimensionale. I siti di attacco tra le cellule muscolari cardiache sono detti dischi intercalari oppure scalariformi. I costituenti maggioritari della componente trasversale del disco intercalare (che attraversa le fibre ad angolo retto) sono dei complessi giunzionali dette fasce aderenti, le quali tengono unite le cellule muscolari cardiache alle estremità per formare le fibre muscolari cardiache funzionali.
Più precisamente sono siti che ancorano i filamenti sottili del citoscheletro di actina alla membrana plasmatica e sono simili alle zonulae adhaerens presenti negli epiteli. Esistono anche le maculae adhaerentes (desmosomi) che rinforzano la fascia adhaerentes e prevalgono nelle componenti laterali dei dischi intercalari (tra una cellula e l'altra). Sono presenti nelle componenti laterali dei dischi anche giunzioni gap, che forniscono una continuità ionica tra cellule muscolari cardiache adiacenti, permettendo a macromolecole portatrici di informazioni di passare da una cellula all'altra. Questo scambio consente alle fibre muscolari cardiache di comportarsi come un sincizio pur mantenendo integrità e individualità cellulari.
Nei cardiomiociti la contrazione non è volontaria ma spontanea, cosicché la funzione del sistema nervoso autonomo che innerva il cuore è esclusivamente legata alla modulazione della frequenza della contrazione che è trasmessa da una particolare formazione detta nodo seno-atriale ed è trasmessa all'intero miocardio dal sistema di conduzione del cuore.
Nei cardiomiociti il reticolo sarcoplasmatico assume una struttura leggermente diversa rispetto a quella presente nel tessuto muscolare striato scheletrico; mancano, infatti, le cisterne terminale e fenestrata centrale ma sono presenti tubuli longitudinali che tramite delle estroflessioni si affrontano ai tubuli T (che in questo caso sono posti nella regione della linea z) formando le diadi del reticolo.

## Contrazione muscolare
La muscolatura striata si contrae in risposta ad uno stimolo volontario, lo stimolo è trasmesso alla fibrocellula mediante una particolare sinapsi tra l'assone del neurone motore e la fibrocellula, tale sinapsi si dice sinapsi neuromuscolare o placca motrice. In assenza di stimolo il muscolo si rilassa. È inoltre necessario introdurre il concetto di unità motoria: un'unità motoria è costituita da un motoneurone e dall'insieme delle fibrocellule innervate dallo stesso; il numero di fibrocellule costituenti l'unità motoria può variare sensibilmente da muscolo a muscolo. I muscoli volontari spesso agiscono in coppie dette antagoniste, vale a dire che un muscolo si contrae e l'altro si rilassa (come ad esempio il bicipite ed il tricipite nel braccio) ma può darsi il caso che ambedue i muscoli di una coppia si contraggano per rendere stabile una articolazione: è il caso, ad esempio, dei muscoli che garantiscono la posizione eretta.
Una parte di fibra muscolare, chiamata Organi tendinei del Golgi, provvede a controllare la contrazione muscolare in caso questa avvenga in modo eccessivo inviando segnali ad impulso nervoso inibendo il rilascio di motoneuroni γ con conseguente rilassamento muscolare. Il tessuto connettivo che circonda ogni fascicolo prende il nome di Perimisio; riccamente vascolarizzato ed innervato, da cui si dipartono numerosi setti che circondano ciascuna fibra muscolare e che nell'insieme prendono il nome di endomisio. Le fibre muscolari (fibrocellule) sono elementi cellulari lunghi e sottili, con una lunghezza variabile da un minimo di 1 mm ad un massimo di 12 cm (muscolo sartorio); il diametro va da un minimo di 10 µm ad un massimo di 100-105 µm (il diametro medio oscilla tra i 10 e i 50 µm).
Le fibrocellule muscolari scheletriche sono polinucleate, in quanto derivano dalla fusione di cellule progenitrici di origine mesenchimale, dette mioblasti: da ciò è chiaro come le fibrocellule siano, in realtà, dei sincizi, ovvero una massa citoplasmatica unica che funziona sinergicamente.
La fibra muscolare scheletrica ha forma vagamente cilindrica; in essa si rilevano numerosi nuclei (anche centinaia) posti appena al di sotto del sarcolemma (cioè la membrana cellulare delle cellule muscolari). Talvolta, tuttavia, per sarcolemma si intende l'unione della membrana plasmatica di una fibra muscolare con la sua lamina basale, che può essere spessa anche 100 nm ed è costituita da glicoproteine, proteoglicani, fibre reticolari e da una matrice proteico-polisaccaridica. Il sarcolemma delle fibre muscolari striate presenta invaginazioni, dette tubuli T, strettamente associate al reticolo sarcoplasmatico e fondamentali per la contrazione muscolare.
Una fibra muscolare, vista al microscopio ottico, presenta una marcata striatura trasversale, dovuta all'alternanza regolare di bande isotrope chiare ed anisotrope scure. Se colorata, una fibra muscolare mostra bande trasversali scure e chiare (o molto colorabili e poco colorabili) che si alternano, le scure corrispondono alle bande A del sarcomero e le chiare alle bande I.
Ciascuna fibra muscolare presenta anche una striatura longitudinale, meno visibile, dovuta alla disposizione parallela delle miofibrille che riempiono gran parte del sarcoplasma. Il sarcoplasma di una fibra muscolare è ricco di gocce lipidiche, particelle di glicogeno e numerosi mitocondri, ed è provvisto di numerosi apparati di Golgi, situati quasi sempre presso uno dei nuclei, e di un reticolo endoplasmatico liscio molto sviluppato e specializzato, che prende il nome di reticolo sarcoplasmatico.
Il reticolo sarcoplasmatico circonda ciascun gruppo di miofibrille all'interno del sarcoplasma ed è il principale deposito di Ca2+ intracellulare, fondamentale per la contrazione muscolare. Il reticolo sarcoplasmatico è così strutturato: a livello della giunzione tra la banda A e la I è presente una cisterna, detta terminale, dalla quale si dipartono tubuli (disposti longitudinalmente) che confluiscono in una cisterna fenestrata centrale. Alla confluenza di due cisterne terminali è presente una formazione tubulare detta tubulo T, ovvero una invaginazione del sarcolemma il cui lume comunica con l'ambiente extracellulare, ma non con il lume del reticolo sarcoplasmatico. Le membrane dei due sistemi sono affrontate, ma separate da un interstizio. L'insieme di queste formazioni prende il nome di triade del reticolo ed è connessa alla modulazione del rilascio di ioni calcio necessari per consentire la contrazione. Il sarcoplasma è inoltre molto ricco di mioglobina, una proteina contenente ferro in parte responsabile del colore rossastro del tessuto muscolare, che funge da proteina immagazzinante l'ossigeno.
I numerosi nuclei di una fibra muscolare sono ovalari e schiacciati e non possono effettuare la replicazione, così che una fibra muscolare danneggiata non può ripararsi autonomamente né può effettuare mitosi perché si trova in uno stato postmitotico permanente. Così, la riparazione del tessuto muscolare è affidata ad una popolazione cellulare a stretto contatto con le fibre muscolari, le cellule satelliti. Le cellule satelliti possono essere considerate delle cellule staminali muscolari, si trovano tra il sarcolemma e la lamina basale del muscolo ed hanno forma appiattita, tanto che sono appena distinguibili al microscopio ottico. Sono cellule mononucleate, con un nucleo dalla forma schiacciata e allungata, poste normalmente in uno stato di quiescienza e non esprimenti nessun fattore caratteristico per la differenziazione muscolare. Si attivano e sono stimolate a replicarsi e differenziarsi in fibrocellule muscolari solo quando la fibra muscolare su cui si trovano è danneggiata, in un modo simile a quello dei mioblasti e rigenerano la fibra fondendosi con essa. Malgrado ciò, non sembrano derivare direttamente dai mioblasti e sono una popolazione cellulare a sé stante.
Tra le proteine espresse, alcune delle più importanti sono la M-caderina, il recettore c-Met e il fattore di trascrizione Pax7.
Il citoscheletro della fibra muscolare è complesso e formato da decine di proteine diverse. La distrofina è una proteina di forma allungata e peso di 427 KDa collocata sulla faccia citoplasmatica del sarcolemma. Si lega all'F-actina, a numerose glicoproteine transmembrana e a distroglicani e sarcoglicani posti esternamente al sarcolemma, formando complessi di distrofina e glicoproteine detti DGC. Tali complessi interagiscono con proteine della lamina basale (come la laminina) o della matrice extracellulare, determinando perciò fondamentali comunicazioni tra la fibra muscolare e l'ambiente esterno. Spesso, presso i complessi DGC vi sono domini della membrana plasmatica detti caveole, ricchi di proteine dette caveoline e associate alla comunicazione cellulare.
Mutazioni a carico del gene della distrofina posto sul cromosoma X sono responsabili della distrofia muscolare di Duchenne. La distrofina interagisce anche con altre proteine del citoscheletro come talina, desmina, α-actinina, sinemina, plectina, vincolina, le cristalline e altre formando il costamero, che permette interazioni tra il sarcomero e il sarcolemma all'interno di una fibra muscolare. Spesso le zone d'inserzione del costamero sul sarcolemma sono ricche di integrine, in particolare di integrina α7β1. La funzione del costamero è quella di stabilizzare la miofibrilla durante la contrazione muscolare, mantenendone l'integrità strutturale.
Il principale tipo di filamento intermedio rappresentato nel muscolo è formato dalla desmina, i cui filamenti tendono ad avvolgere ciascuna miofibrilla e a partecipare nei complessi DGC.

### La miofibrilla
Una miofibrilla è un aggregato di filamenti spessi e sottili, spesso 1-3 µm, disposto lungo l'asse longitudinale di una fibra muscolare che ne rispetta la striatura trasversale (poiché le bande sono allineate in fase) e ne costituisce quella longitudinale. Ciascuna fibra muscolare è composta da centinaia di miofibrille. In una sezione trasversale di una fibra muscolare le miofibrille appaiono come punti immersi nel sarcoplasma, ma possono apparire come aree poligonali punteggiate per via dell'effetto dei fissativi; tali artefatti di fissazione sono detti campi di Cohnheim.
- I filamenti spessi sono composti prevalentemente dalla miosina. Si tratta di strutture lunghe 1,5 µm, spesse 15 nm, costituite da una porzione centrale "liscia" lunga 150-200 nm e da due porzioni periferiche lunghe ciascuna 600-700 nm provviste di ponti trasversali di 7-10 nm. La molecola di miosina è lunga 150 nm, larga 2 nm e dal peso di 500 KDa. È formata dalla coda, la porzione allungata posta al centro del sarcomero e da due teste trasversali (i ponti trasversali) globose. In realtà ciascuna molecola è un esamero costituito da due catene pesanti di 200 KDa ciascuna che formano tutta la coda e la porzione interna della testa, e da due coppie di catene leggere che si dispongono ai lati della porzione della catena pesante che va a formare la testa. Ciascuna testa possiede un rappresentante di entrambi i tipi di catena leggera, così che le teste sono uguali. Una delle due pesa 16 KDa, l'altra 26 KDa. Quando la miosina è trattata con tripsina, questa la divide formando la meromiosina leggera, priva di attività ATPasica e la meromiosina pesante, con attività ATPasica e legante l'actina. Nella meromiosina pesante è poi possibile distinguere una testa (subframmento 1) ed una coda (subframmento 2), separate da una zona di transizione flessibile. Le teste della miosina permettendo l'attacco con i filamenti sottili di actina e sono disposte alla periferia del filamento mentre le code sono al centro del sarcomero, così che due metà del filamento spesso hanno polarità opposta. Le teste sul filamento spesso sono sfasate tra loro di 14 nm e presentano un giro completo di sei teste ogni 40 nm. Durante la contrazione muscolare sono le teste di miosina a muoversi, ma il filamento spesso è sostanzialmente fermo.
- I filamenti sottili sono prevalentemente composti dall'actina α, ciascun filamento è costituito da due filamenti di actina-G avvolti a doppia elica uno sull'altro, con un passo di 36 nm. L'actina-G ha struttura globulare ma polimerizza formando strutture filamentose che associate ad altre proteine costituiscono i filamenti sottili, composti di actina-F. Ciascuna molecole di actina G, dal diametro di 5,5 nm e peso 42 KDa presenta un sito di d'attacco per un'altra actina-G da una parte e dalla parte opposta un altro sito che la lega a quella davanti, il che significa che i due siti sono differenti e la proteina è asimmetrica. La disposizione "fronte-retro" di ciascuna actina-G fa assumere una polarità al filamento sottile e i due filamenti sottili che si affrontano hanno polarità opposta, ciò permette il loro avvicinamento durante la contrazione. Due filamenti sottili attaccati allo stesso livello di una linea Z (tra un sarcomero e il successivo) hanno quindi polarità opposta. Al filamento sottile si attaccano altre due importanti proteine, la tropomiosina e la troponina. La tropomiosina è una molecola filamentosa lunga 40 nm e dal peso di 70 KDa, costituita da subunità α e β (34 e 36 KDa) che si susseguono attaccandosi "coda-coda" per formare la struttura fibrosa. Si associano al filamento sottile esattamente nel solco lasciato dalle due eliche di F-actina, per tutta la sua lunghezza. Nel muscolo scheletrico sono state riscontrate isoforme della subunità α e pare che questa subunità sia più diffusa nelle fibre bianche rispetto alle rosse, dove predomina la subunità β. La troponina è una proteina globulare di 80 KDa costituita dalle subunità TNC, TNI e TNT. La subunità TNC possiede quattro siti di legame per il calcio, due ad alta affinità e sempre saturi in condizioni normali e due a bassa affinità, la subunità TNI si lega all'actina ed inibisce l'ATPasi, la subunità TNT si lega alla tropomiosina. Una molecola di troponina è collocata sul filamento sottile ogni 40 nm, posta tra l'actina e la tropomiosina.

Una miofibrilla è costituita da una ripetizione longitudinale di unità funzionali contrattili note come sarcomeri. Un sarcomero è la porzione di miofibrilla compresa tra due linee Z, lunga 2-3 µm. La linea Z è una stretta banda trasversale elettrondensa visualizzabile al microscopio elettronico, così chiamata perché ha un caratteristico aspetto zigrinato. Sulla linea Z si attaccano i filamenti di actina, cioè i filamenti sottili, in modo che quelli provenienti da due sarcomeri adiacenti si arrestano ai margini della linea Z e ciascun filamento sottile è collegato a quattro filamenti del sarcomero contiguo tramite i filamenti Z, formati da α-actinina, una proteina filamentosa di 103 KDa. I filamenti Z quindi delimitano una piramide a base quadrangolareil cui apice è l'estremità di un filamento sottile di uno dei due sarcomeri, e la base corrisponde all'estremità di quattro filamenti sottili dell'altro sarcomero. Durante la contrazione le linee Z si avvicinano al centro del sarcomero. All'interno di un sarcomero vi sono quindi due serie di filamenti sottili a polarità opposta. I filamenti spessi di miosina si trovano tra un filamento sottile e quello sottostante e costituiscono la porzione centrale del sarcomero. Le porzioni distali dei filamenti spessi sono circondate da sei filamenti di actina collocati agli angoli di un ideale esagono, con il filamento spesso al centro. Nella porzione centrale del sarcomero, tuttavia, non vi sono filamenti sottili, ma solo filamenti spessi (la distanza tra un filamento spesso e il soprastante o sottostante in ogni caso non cambia). La disposizione dei filamenti sottili, dei filamenti spessi e di alcune proteine ad essi associati determinano nel sarcomero la formazione di bande e linee distinguibili al microscopio elettronico (e alcune di esse anche al microscopio ottico), tra queste è compresa la linea Z. Le altre sono:
- La banda A, lunga 1,5 µm, è la porzione del sarcomero comprendente l'intera lunghezza dei filamenti spessi, compresi i filamenti di actina che vi si sovrappongono alle estremità, è situata in posizione centrale, e non cambia la sua estensione durante la contrazione anche se tende a diventare più elettrondensa per la maggiore sovrapposizione dei filamenti sottili di actina. Al microscopio elettronico è possibile perfino distinguere le molecole miosiniche come filamenti spessi e provvisti di ponti trasversali presso le loro teste, mentre l'actina-F assume l'aspetto di una proteina a doppia elica costituita da subunità globulari, come una collana di perle. Le teste trasversali della miosina si ripetono ogni 14,3 nm e ve ne sono sei per ogni giro completo, ciascuno lungo 43 nm. Tale banda costituisce le bande scure trasversali delle miofibrille e delle fibre muscolari. La banda A è costituita anche dalle proteine C ed H, dalla funzione simile ed associate alla catena pesante della miosina. Tali proteine creano dei ponti trasversali tra il filamento spesso e una proteina longitudinale parallela a ciascun suo lato, la titina. La titina viene così ad interporsi tra ciascun filamento spesso e sottile del sarcomero, si estende longitudinalmente da una linea Z sino alla banda H dove si sovrappongono unendosi mediante la miomesina (le due titine sono adese alle strie Z di un sarcomero mediante la telethonina, una proteina di 16 KDa).
- La banda I lunga mediamente 0,8 µm, è la porzione di due sarcomeri adiacenti costituita da soli filamenti sottili di actina. In un sarcomero sono presenti due emibande I, una per ciascuna linea Z e con differente polarità, ma mai una banda I completa. Nel muscolo a riposo al microscopio elettronico appare come una banda larga e chiara, e al microscopio ottico è poco colorabile, ma durante la contrazione diventa più stretta per lo scorrimento dei filamenti di actina (mentre la banda A rimane uguale) che si sovrappongono per un'estensione maggiore a quelli di miosina. Ciascun filamento sottile è avvolto a spirale da una proteina chiamata nebulina, adesa alle strie Z, si interrompe allo stesso livello in cui si interrompe il filamento sottile. Determina le bande chiare trasversali delle miofibrille e delle fibre muscolari.
- La banda H è una porzione della banda A, ed è costituita dalla porzione del sarcomero costituita dai soli filamenti spessi di miosina. Al microscopio elettronico appare come una zona occupata solo da filamenti elettrondensi di miosina, è meno elettrondensa della banda A ma più della banda I. La sua lunghezza diminuisce notevolmente durante la contrazione per la sovrapposizione dei filamenti actinici che si sovrappongono per un'estensione maggiore sui filamenti di miosina.
- La linea M è una stretta banda che si forma all'interno della banda H. È costituita dalle code delle molecole di miosina e da proteine accessorie ad esse associate come la proteina M di 165 KDa, la miomesina di 185 KDa, l'enzima creatinfosfochinasi, coinvolto nella sintesi di ATP a partire da fosfocreatina e ADP. Le prime due si trovano in tutti i tipi di fibra muscolare, mentre la proteina M manca nelle fibre di tipo 1. Al microscopio elettronico risulta l'area più centrale ed elettrondensa del sarcomero con una lunghezza invariata durante la contrazione e dai margini irregolari dovuti all'attacco delle suddette proteine e da ponti trasversali che connettono un filamento spesso con il soprastante e il sottostante.

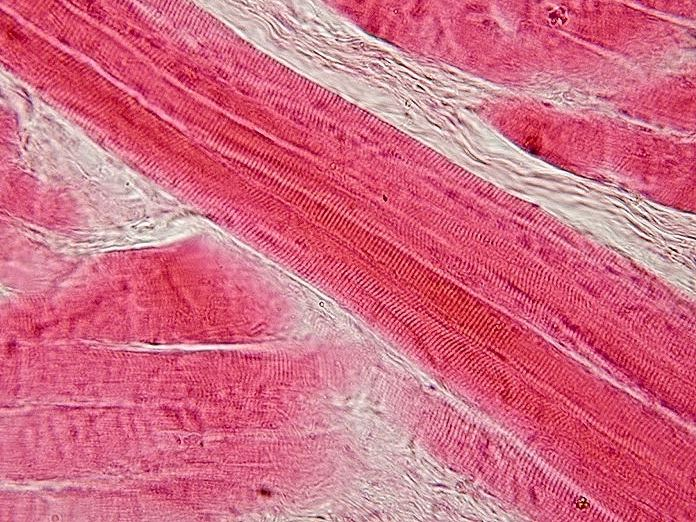
Tessuto muscolare striato in sezione longitudinale; è visibile la striatura trasversale delle fibre, composta da un'alternanza di bande chiare e scure

## Tipi di fibre muscolari
Dal punto di vista funzionale possiamo dire che esistono 2 tipi di fibre muscolari: lente e veloci (o rapide).
Le prime sono anche dette fibre rosse perché i muscoli in cui prevalgono si presentano di colore rosso scuro, a causa dell'abbondanza in questo tipo di fibre di mioglobina e dell'elevato livello di capillarizzazione.
Si presentano inoltre ricche di mitocondri, sia subsarcolemmali che intermiofibrillari. Hanno la caratteristica di avere una maggior quantità di alfa actinina e delle altre proteine a costituire linee Z ed un'"impalcatura" sarcomerica più abbondante. Le fibre veloci sono invece dette bianche perché i muscoli in cui prevalgono si presentano più chiari rispetto a quelli prevalentemente "rossi".
Presentano quindi scarsa mioglobina e capillarizzazione, oltre ad un minor numero di mitocondri, mentre presentano abbondanti granuli di glicogene. Le fibre bianche hanno inoltre maggior diametro e dimensioni maggiori delle rosse, come anche le loro giunzioni neuromuscolari. Dal punto di vista enzimatico possiamo distinguere, in base all'attività ATPasica:
- fibre di tipo 1: corrispondono alle fibre rosse, sono caratterizzate da bassa attività ATPasica. Si contraggono lentamente e poco intensamente e tollerano maggiormente la fatica (sono dunque in grado di mantenere la contrazione per un periodo piuttosto lungo). Presentano grandi quantità di enzimi mitocondriali e producono ATP prevalentemente tramite la glicolisi aerobica e la fosforilazione ossidativa ad essa associata.
- fibre di tipo 2: corrispondono in generale alle fibre bianche, sono caratterizzate da elevata attività ATPasica. Si contraggono rapidamente ed intensamente ma tollerano poco la fatica. Presentano grandi quantità di enzimi glicolitici e producono prevalentemente ATP tramite la glicolisi anaerobica.

Le fibre di tipo 2 si suddividono a loro volta in:
- tipo A: sono fibre che possiamo definire "intermedie" presentando caratteristiche strutturali e metaboliche intermedie tra le 2B e le 1.
- tipo B:sono quelle a più elevata attività glicolitica.
- tipo X: sembrano essere ancora indifferenziate, dando poi origine alle 2A o 2B